# Lellenfeld
Die Gemeinde Lellenfeld war ein Zusammenschluss der bis dahin selbstständigen Gemeinden Großlellenfeld und Kleinlellenfeld (mit dem Weiler Eybburg) im Landkreis Dinkelsbühl, der am 1. April 1971 in Kraft trat. Der Landkreis Dinkelsbühl wurde am 1. Juli 1972 im Zuge der Gebietsreform in Bayern in den Landkreis Ansbach eingegliedert. Die Gemeinde Lellenfeld wurde am 1. Mai 1978 in den Markt Arberg eingemeindet.

## Weblink
- Lellenfeld in der Ortsdatenbank des bavarikon, abgerufen am 10. September 2021.